# Syväjärvi (sjö i Ruokolax, Södra Karelen)
Syväjärvi är en sjö i kommunen Ruokolax i landskapet Södra Karelen i Finland. Sjön ligger 87,2 meter över havet. Arean är 81 hektar och strandlinjen är 8,36 kilometer lång. Sjön  ingår i Vuoksens huvudavrinningsområde.   Den ligger omkring 46 km nordöst om Villmanstrand och omkring 250 km nordöst om Helsingfors. 